# Jōruri antiguo
Se conoce como kojōruri (古浄瑠璃), jōruri antiguo, al estilo de narración cantada acompañada por el laúd shamisén del período desde sus orígenes, en 1620, hasta las primeras obras maestras de Chikamatsu Monzaemon de 1686, y que tiene su desarrollo inicial en Edo, donde fue introducido por Satsuma Jōun (1593-1669, 薩摩浄雲), discípulo de Sawazumi Kengyō, al trasladarse desde Kyōto (京都) y fundar un teatro en Edo (江戸).